# Ochrolechia
Ochrolechia is een geslacht van korstmossen behorend tot de familie Ochrolechiaceae. Het lectotype is Ochrolechia tartarea.

## Geslachten
Volgens Index Fungorum telt het geslacht 41 soorten (peildatum februari 2023):
| Soortnaam                                          | Auteur(s)                           | Publicatiejaar |
| -------------------------------------------------- | ----------------------------------- | -------------- |
| Ochrolechia aegaea                                 | Kukwa                               | 2009           |
| Ochrolechia africana                               | Zahlbr.                             | 1926           |
| Ochrolechia alaskana                               | (Verseghy) Kukwa                    | 2009           |
| Ochrolechia alectoronica                           | Imshaug ex Kantvilas & Fryday       | 2021           |
| Ochrolechia alticola                               | Q. Ren                              | 2017           |
| Ochrolechia androgyna (Gewone tandpastakorst)      | (Hoffm.) Arnold                     | 1885           |
| Ochrolechia arborea                                | (Kreyer) Almb.                      | 1949           |
| Ochrolechia brodoi                                 | Kukwa                               | 2011           |
| Ochrolechia cooperi                                | T. Sprib.                           | 2020           |
| Ochrolechia frigida                                | (Sw.) Lynge                         | 1928           |
| Ochrolechia gyrophorica                            | (A.W. Archer) A.W. Archer & Lumbsch | 1997           |
| Ochrolechia inaequatula                            | (Nyl.) Zahlbr.                      | 1913           |
| Ochrolechia incarnata                              | (Leight.) Kukwa, I. Schmitt & Ertz  | 2018           |
| Ochrolechia insularis                              | Kantvilas & Elix                    | 2011           |
| Ochrolechia inversa                                | (Nyl.) J.R. Laundon                 | 1963           |
| Ochrolechia kerguelensis                           | Ertz & Kukwa                        | 2016           |
| Ochrolechia lijiangensis                           | Q. Ren                              | 2017           |
| Ochrolechia longispora                             | Brodo & Q. Ren                      | 2017           |
| Ochrolechia macrosperma                            | (Müll. Arg.) R.W. Rogers            | 1982           |
| Ochrolechia microstictoides (Bostandpastakorst)    | Räsänen                             | 1936           |
| Ochrolechia minuta                                 | (Degel.) T. Sprib.                  | 2020           |
| Ochrolechia neoisidiata                            | Elix                                | 2007           |
| Ochrolechia pallenti-isidiata                      | Z.F. Jia & Q. Ren                   | 2009           |
| Ochrolechia pallescens                             | (L.) A. Massal.                     | 1853           |
| Ochrolechia parella (Steentandpastakorst)          | (L.) A. Massal.                     | 1852           |
| Ochrolechia pseudotartarea                         | (Vain.) Verseghy                    | 1962           |
| Ochrolechia rhodoleuca                             | (Th. Fr.) Brodo                     | 1988           |
| Ochrolechia rugomarginata                          | Q. Ren                              | 2017           |
| Ochrolechia splendens                              | Lumbsch & Messuti                   | 2003           |
| Ochrolechia subathallina                           | H. Magn.                            | 1940           |
| Ochrolechia subpallescens                          | Verseghy                            | 1962           |
| Ochrolechia subrhodotropa                          | (A.W. Archer) K. Schmitz & Lumbsch  | 1994           |
| Ochrolechia subrosella                             | Z.F. Jia & Z.T. Zhao                | 2005           |
| Ochrolechia subviridis (Wrattige tandpastakorst)   | (Høeg) Erichsen                     | 1930           |
| Ochrolechia szatalaensis (Berijpte tandpastakorst) | Verseghy                            | 1958           |
| Ochrolechia tartarea (Dikke tandpastakorst)        | (L.) A. Massal.                     | 1852           |
| Ochrolechia tiroliensis                            | (Erichsen) Hafellner & Türk         | 2001           |
| Ochrolechia turneri                                | (Sm.) Zopf                          | 1896           |
| Ochrolechia upsaliensis                            | (L.) A. Massal.                     | 1852           |
| Ochrolechia weymouthii                             | Jatta                               | 1911           |
| Ochrolechia xanthostoma                            | (Sommerf.) K. Schmitz & Lumbsch     | 1994           |